# To tylko rock
To tylko rock – polski muzyczny film obyczajowy z 1983 roku, w reżyserii Pawła Karpińskiego. W filmie udział wzięły czołowe polskie zespoły rockowe Lady Pank, Oddział Zamknięty, Mech, Śmierć Kliniczna, Dezerter, Rejestracja, Rubi oraz brytyjski zespół Classix Nouveaux.
Zdjęcia plenerowe do filmu kręcone były w następujących lokacjach: Jarocin, Łódź (dworzec Łódź Kaliska), Warszawa (Pałac Kultury i Nauki, Hala Gwardii).

## Obsada
- Grażyna Trela – piosenkarka Sylwia Błaszkowska, wokalistka zespołu Krzyk
- Jan Jankowski – Janek, lider zespołu Krzyk, chłopak Sylwii
- Zdzisław Wardejn – tekściarz Krzysztof Marczak
- Krystyna Janda – piosenkarka Majka Lenczewska
- Piotr Fronczewski – kompozytor Lenczewski, mąż Majki
- Janusz Rewiński – Roman Żelazny, reżyser telewizyjny
- Wojciech „Jajco” Bruślik – basista zespołu Krzyk
- Bogusław Sobczuk – Jerzy Ogrodowicz, główny specjalista ds. organizacji imprez masowych
- Marek Bargiełowski – Woźnicki, przewodniczący jury festiwalu w Gradowie
- Czesław Nogacki – Michał Jurczyk, dziennikarz Gazety Wieczornej
- Ryszard Dreger – akustyk zespołu Krzyk
- Zbigniew Buczkowski – Kowalski, członek jury festiwalu w Gradowie
- Krzysztof Materna – prezenter na festiwalu w Gradowie
- Krystyna Kołodziejczyk – Teresa Owsiany, członkini jury festiwalu w Gradowie
- Zbigniew Papis – Zenon Wiśniewski, dyrektor fabryki w Gradowie, juror festiwalu
- Ryszard Kotys – dyrektor domu kultury
- Małgorzata Pritulak – pracownica studia nagrań
- Barbara Dzido-Lelińska – matka Sylwii
- Krystyna Puchała – sekretarka Ogrodowicza
- Wiesław Nowosielski – porządkowy na festiwalu w Gradowie
- Alfred Freudenheim – redaktor naczelny w tv
- Mariusz Jeliński – redaktor tv
- Jerzy Moniak – asystent Żelaznego
- Marek Stefankiewicz – pianista akompaniujący Sylwii
- Adam Lewandowski – muzyk zespołu Krzyk
- Winicjusz Chróst – muzyk zespołu Krzyk
- Arkadiusz Żak – muzyk zespołu Krzyk
- Kazimierz Wrzosek – choreograf
- Teodor Gendera – uczestnik konferencji prasowej na festiwalu w Gradowie (nie występuje w czołówce)
- Grzegorz Warchoł – gość na festiwalu w Gradowie (nie występuje w czołówce)

## Wykorzystane utwory
- „To tylko Rock”
  - muzyka: Marek Stefankiewicz
  - słowa: Andrzej Mogielnicki
  - wykonanie: Grażyna Trela

- „Czemu u nas tak cicho”
  - muzyka: Marek Stefankiewicz
  - słowa: Andrzej Mogielnicki
  - wykonanie: Grażyna Trela

- „Poranny blues”
  - muzyka: Marek Stefankiewicz
  - słowa: Andrzej Mogielnicki
  - wykonanie piosenki: Krystyna Janda

- „Niebezpieczne spojrzenie”
  - muzyka: Marek Stefankiewicz
  - słowa: Mira Dall
  - wykonanie: zespół Rubi

- „Kobieta zmienną jest”
  - muzyka: Marek Stefankiewicz
  - słowa: Paweł Karpiński
  - wykonanie: Jajco

- „Moje Kilimandżaro”
  - muzyka: Jan Borysewicz
  - słowa: Andrzej Mogielnicki
  - wykonanie: Lady Pank

- „Fabryka małp”
  - muzyka: Jan Borysewicz
  - słowa: Andrzej Mogielnicki
  - wykonanie: Lady Pank

- „Because You're Young”
  - muzyka: Sal Solo
  - słowa: Sal Solo
  - wykonanie: Classix Nouveaux

- „Guilty”
  - muzyka: Sal Solo
  - słowa: Sal Solo
  - wykonanie: Classix Nouveaux

- „For Ever and a Day”
  - muzyka: Sal Solo, Mik Sweeney
  - słowa: Sal Solo, Mik Sweeney
  - wykonanie: Classix Nouveaux

- „Kto tu mierzy czas”
  - muzyka: Krzysztof Jaryczewski
  - słowa: Krzysztof Jaryczewski
  - wykonanie: Oddział Zamknięty

- „Idzie wariat ulicą”
  - muzyka: Sławomir Kapłunow
  - słowa: Tomasz Siatka
  - wykonanie: Rejestracja

- „Brudna muzyka”
  - muzyka: Janusz Łakomiec
  - słowa: Janusz Łakomiec, Maciej Januszko
  - wykonanie: Mech

- „Ale show”
  - muzyka: Dezerter
  - słowa: Dezerter
  - wykonanie: Dezerter

- „Paciorek”
  - muzyka: Dariusz Dusza
  - słowa: Dariusz Dusza
  - wykonanie: Śmierć Kliniczna